# Стрітенський район
Стрі́тенський район (рос. Сретенский район) — район у складі Забайкальського краю Російської Федерації.
Адміністративний центр — місто Стрітенськ.

## Населення
Населення — 21424 особи (2019; 23311 в 2010, 27524 у 2002).

## Адміністративний поділ
Район адміністративно поділяється на 3 міських та 11 сільських поселень:
| Поселення                               | Площа, км² | Населення, осіб (2002) | Населення, осіб (2010) | Населення, осіб (2019) | Центр             | Населені пункти |
| --------------------------------------- | ---------- | ---------------------- | ---------------------- | ---------------------- | ----------------- | --------------- |
| Кокуйське міське поселення              | 603,43     | 8345                   | 7386                   | 7174                   | Кокуй             | 3               |
| Стрітенське міське поселення            | 44,68      | 8258                   | 6895                   | 6567                   | Стрітенськ        | 2               |
| Усть-Карське міське поселення           | 45,38      | 2035                   | 1899                   | 1651                   | Усть-Карськ       | 1               |
| Аліянське сільське поселення            | 191,10     | 658                    | 545                    | 489                    | Алія              | 2               |
| Ботівське сільське поселення            | 117,60     | 616                    | 490                    | 397                    | Великі Боти       | 5               |
| Верхньо-Куенгинське сільське поселення  | 309,70     | 849                    | 687                    | 580                    | Верхня Куенга     | 3               |
| Верхньо-Куларкинське сільське поселення | 151,10     | 801                    | 651                    | 555                    | Верхні Куларки    | 5               |
| Дунаєвське сільське поселення           | 170,20     | 1831                   | 1509                   | 1404                   | Дунаєво           | 4               |
| Молодовське сільське поселення          | 400,00     | 857                    | 678                    | 545                    | Молодовськ        | 3               |
| Усть-Нарінзорське сільське поселення    | 315,50     | 821                    | 620                    | 515                    | Усть-Нарінзор     | 4               |
| Усть-Начинське сільське поселення       | 92,50      | 135                    | 118                    | 97                     | Усть-Начин        | 1               |
| Фірсовське сільське поселення           | 495,00     | 1055                   | 901                    | 722                    | Фірсово           | 5               |
| Чикічейське сільське поселення          | 394,30     | 745                    | 504                    | 386                    | Чикічей           | 4               |
| Шилко-Заводське сільське поселення      | 134,20     | 653                    | 428                    | 342                    | Шилкінський Завод | 2               |

## Найбільші населені пункти
| №  | Населений пункт | Населення, осіб (2002) | Населення, осіб (2010) |
| -- | --------------- | ---------------------- | ---------------------- |
| 1  | Кокуй           | 8119                   | 7179                   |
| 2  | Стрітенськ      | 8192                   | 6850                   |
| 3  | Усть-Карськ     | 2035                   | 1899                   |
| 4  | Дунаєво         | 1150                   | 1009                   |
| 5  | Алія            | 658                    | 545                    |
| 6  | Усть-Нарінзор   | 726                    | 544                    |
| 7  | Фірсово         | 558                    | 475                    |
| 8  | Нижня Куенга    | 565                    | 434                    |
| 9  | Ломи            | 438                    | 360                    |
| 10 | Верхні Куларки  | 413                    | 345                    |